# Pseudoplexaura wagenaari
Pseudoplexaura wagenaari is een zachte koraalsoort uit de familie Plexauridae. De koraalsoort komt uit het geslacht Pseudoplexaura. Pseudoplexaura wagenaari werd in 1941 voor het eerst wetenschappelijk beschreven door Stiasny. 